# Об'єкт 199
Об'єкт 199 «Рамка» (більш відомий як «Термінатор», на офіційному сайті УВЗ фігурує під назвою «Термінатор») — російська бойова машина підтримки танків. Призначена для дії у складі танкових формувань з ціллю ураження танконебезпечних засобів супротивника — для ефективного знищення живої сили, яка має гранатомети, протитанкові комплекси, стрілецьку зброю; є можливість уражати на ходу і з місця танки, БМП, доти, дзоти та інші високозахищені цілі.

## Історія створення
Робота над цією БМПТ почалися ще з середини 1980-х років, перший варіант машини було створено на ЧТЗ на базі танку Т-72А, також у розробці брало участь Омське КБ. Створенню цих БМПТ передувала розробка на рубежі 1980—90-х спеціалізованих бойових машин — «танків для прикордонних військ».
Сучасний варіант БМПТ було розроблено в «Уральському КБ транспортного машинобудування» («Уралвагонзавод», м. Нижній Тагіл) з 1998 по 2000 рік на базі Т-72, може також створюватися на базі Т-90 (другий варіант було обрано для серійного виробництва).
Перший зразок, представлений у 2000 році, мав винесений блок озброєння з однією 30-мм гарматою 2А42, спареного з нею 7,62 мм кулемета Калашнікова та чотирьох пускових установок ПТРК «Корнет», також на машині у надгусенічних полках встановлено два 30-мм гранатомети АГ-17Д.
У 2002 році на машині було встановлено вже дві 30-мм гармати 2А42 та комплекс керування озброєння (ККО) «Атака-Т».
Розробка закінчилась наприкінці 2006 року.

## Конструкція
До складу екіпажу БМПТ входять 5 осіб — командир, навідник, механік-водій та два оператори курсових гранатометів.
Базове озброєння складається з:
- двох 30-мм гармат 2А42 (900 набоїв)
- 7,62 ККТМ (2000 набоїв)
- ПТРК типу «Атака» 9М120-1 (УР 9М120-1Ф, 9М120-1Ф-1) з лазерною системою наведення (чотири КР на ПУ башти)
- двох гранатометів АГС-17 (300 набоїв в одній стрічці на кожний) у надгусенічних нішах

Комплекс озброєння БМПТ створює вогонь великої щільності і може атакувати до чотирьох цілей одночасно.
Крім основної силової установки БМПТ має допоміжну дизельну установку, яка використовується для електроживлення систем машини без включення основної силової установки.
Ураження на ходу та з місця танків, БМП, ДОТів, ДЗОТів та інших високозахищених цілей, а також гелікоптерів і низьколітаючих літаків, здійснюється надзвуковими керованими по лазерному променю протитанковими ракетами «Атака» 9М120-1 (9М120-1Ф, 9М120-1Ф-1) зі складу ККО «Атака-Т». Ракета 9М120-1 у трубі — контейнері, встановлена на пусковій установці, забезпечує можливість БМПТ виконувати стрільбу ракетами після подолання по дну водної перешкоди глибиною до 5 м.
БМПТ має сучасну розвиту автоматичну систему керування вогнем (СКВ) «Рамка». Приціл навідника включає у себе тепловізійний канал, оптичний канал, наземну апаратуру керування лазерно-променевого каналу наведення ПТРК та лазерний далекомір. Панорамний приціл командира має сектор огляду 360°. Панорамний приціл має оптичний, низькорівневий телевізійний та лазерний далекомірний канали. При необхідності командир може вивести зображення тепловізійного приціла навідника на свій відеопристрій. Автоматизована СКВ має цифровий балістичний обчислювач, комплект автоматичних датчиків умов стрільби та автоматом супроводження цілі, що в значній мірі спрощує та підвищує ефективність застосування керованого озброєння на ходу у всьому діапазоні швидкостей БМПТ при нахилі і диференті до 15°.
Також машина оснащена навігаційною системою NAVSTAR/GLONASS.
Машина має світлову індикацію напрямку та звукову сигналізацію про опромінення БМПТ лазерними засобами і автоматичну протидію цьому.
Керування комплексом озброєння дубльовано — командир має можливість вести ефективний вогонь зі всього комплексу озброєння, яке розташовано у башті. Робочі місця операторів автоматичних гранатометів оснащені стабілізованими прицілами «Агат-МП» (день/ніч).
Бронезахист — захист машини в цілому на рівні танку Т-90А, навіть перевищує його через використання ДЗ «Релікт»; лоб корпусу має захист на ріні основного танку Т-90, однак на відміну від Т-90, який забезпечує захист від протитанкових засобів у межах курсового кута ±35°, БМПТ забезпечує надійний захист від піхотних протитанкових засобів ближнього бою у межах 360°. При використанні додаткових тканинних екранів з елементами динамічного захисту забезпечується максимальний захист навіть при обстрілі по нормалі. Блок озброєння на опорі на кормовій частині башти.
Увесь боєкомплект винесено за межі заброньованого об'єму.
Машина оснащена фільтро-вентиляційною установкою(ФВУ), яка нагнітає очищене повітря у машину. За рахунок надлишкового тиску усередину не потрапляють отруйні речовини, радіоактивний пил тощо, навіть коли машина не герметична. Ходова частина цілком аналогічна Т-90, як двигун використовується В-92С2.
Є система електромагнітного захисту, яка забезбечує нейтралізацію протитанкових мін або фугасів з радіо- та магнітометричними підривачами.

## Перспективи
Не дивлячись на офіційні заяви, про створення до 2010 року однієї роти сухопутних військ, повністю оснащених новими машинами, у 2009 році прийняття БМПТ на озброєння ЗС РФ не відбулося. Серійне виробництво БМПТ освоєно на ВАТ «НВК „Уралвагонзавод“» у 2011 році перед поставками до Казахстану.

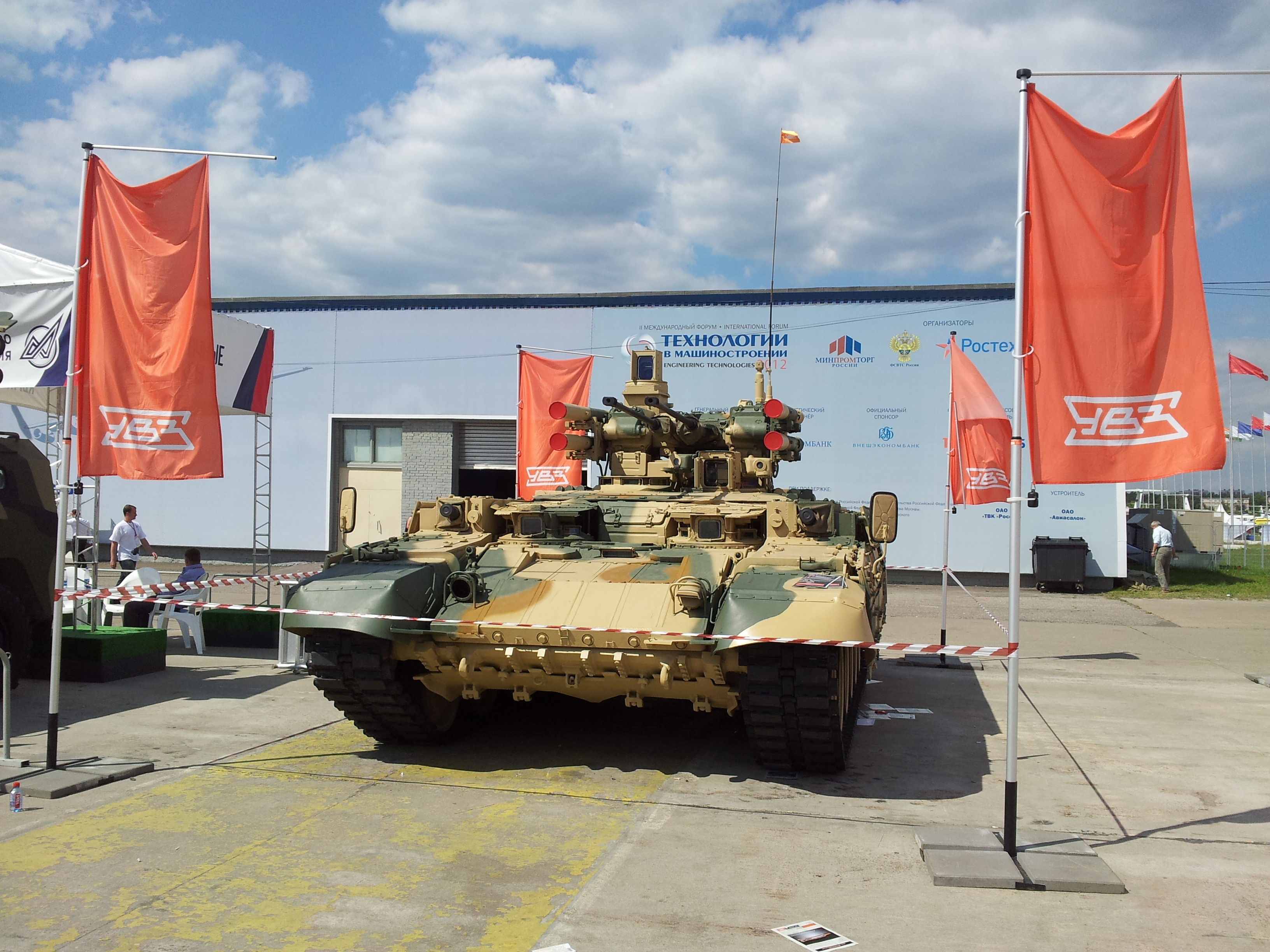
Об'єкт 199 «Рамка» на базі танку Т-90 на виставці «Технології у машинобудуванні», 2012 рік.

На початку 2010 р. було офіційно заявлено про відмову МО РФ від закупівель нових БМПТ і від конверсії застарілих танків цього проекту.
Проте БМПТ продовжують демонструвати на міжнародних виставках у Франції, ПАР, Перу і на Російській виставці озброєннь у Нижньому Тагілі у 2011 та 2013 роках. У січні 2013 року було заявлено про навчання бойовому застосуванню БМПТ у Рязанському Вищому Повітряно-десантному училищі.
У 2013 році Рособоронекспорт запропонував БМПТ як варіант конверсії застарілих танків Т-55 Перу . На віставці REA-2013 пройшла презентація БМПТ-72 (об'єкт 183), виконаної на базі шасі Т-72. Серійне виробництво БМПТ-72 декларовано на сайті ВАТ «НВК „Уралвагонзавод“» у розділі Спецпродукція під назвою «Бойова машина вогневої підтримки Термінатор-2», при цьому БМПТ (об'єкт 199) має назву «Бойова машина вогневої підтримки Термінатор».
АТ ЦНДИ «Буревестник» розробив бойовий модуль «Байкал» головним озброєнням якого є нарізна 57-мм гармата. Цей модуль пропонується для встановлення на БМПТ с метою  підвищення вогневої міці та збільшення висоти обстрілу повітряних цілей. Зразок було представлено у червні 2015 року на Міжнародному військово-технічному форумі «Армія 2015». Цей бойовий модуль є переробкою у компактний варіант артилерійської башти морської зенітної установки А-220.

## Бойове застосування

### Інтервенція росії в Сирію
27 червня 2017 року на авіабазі Хмеймім Росія представила сирійському диктатору Башару Асаду новий, досі не оприлюднений, варіант бойової машини підтримки танків.

### Російсько-українська війна
Було повідомлення від 22 лютого 2022 року, що росіяни перекидають свої БМПТ «Термінатор» до кордону з Україною. Але далі в боях проти ЗСУ їх помічено не було попри те, що 90-та танкова дивізія армії РФ (на озброєнні якої вони перебувають) зазнала розгрому від Сил оборони України під час битви за Київ.
Дещо менше за два місяці потому, 11 квітня 2022 року було нове повідомлення, що росіяни везуть до кордонів України БМПТ «Термінатор». Але як і раніше, про їхню участь в бойових діях нічого не відомо.
15 травня 2022 року було поширене відео транспортування цих машин начебто вже на території України.
22 травня 2022 року Міністерство оборони Великої Британії повідомило, що машини ймовірно почали застосовуватись у боях за Сєвєродонецьк.
Через кілька днів, 27 травня, журналіст Юрій Бутусов підтвердив застосування росіянами БМПТ «Термінатор» у битві за Сєвєродонецьк: сили 90-ї танкової (мають на озброєнні БМПТ «Термінатор») та 76-ї десантно-штурмової дивізій ЗС РФ здійснювали наступ на трасу Бахмут — Лисичанськ Т 1302. Під час боїв частина російських танків та БМПТ «Термінатор» виїхали на висоту, щоб обстріляти трасу, однак були вимушені тікати з позицій, потрапивши під обстріли артилерії Збройних Сил України.
9 лютого 2023 року стало відомо про знищення однієї БМПТ під Кремінною. 
У серпні 2023 одну машину було атаковано та пошкоджено кількома FPV-дронами. 
Наприкінці грудня 2023 року в ході боїв за Авдіївку бійці 110 ОМБр знищили БМПТ за допомогою кількох FPV-дронів.

## Оператори
- Казахстан — 10 одиниць БМПТ «Рамка» поставлено з Росії у період з 2011 по 2013 роки[16]. За даними на початок 2014 року, додатково до закупленої техніки буде зроблена ліцензійна збірка деякої кількості техніки. Виробництво планується розгорнути до 2015 року.[17][18].
- Росія — деяка кількість у Рязанському училищі[19]

### Можливі оператори
- Алжир — можливе підписання контракту; зразок БМПТ проходив випробування в Алжирі у 2013 році[20]
- Перу — у 2013 Рособоронекспорт запропонував БМПТ як варіант конверсії застарілих танків Т-55 Перу[7]

## Зображення
БМПТ Об'єкт 199 на Міжнародному форумі «Технології у машинобудуванні» — 2012:

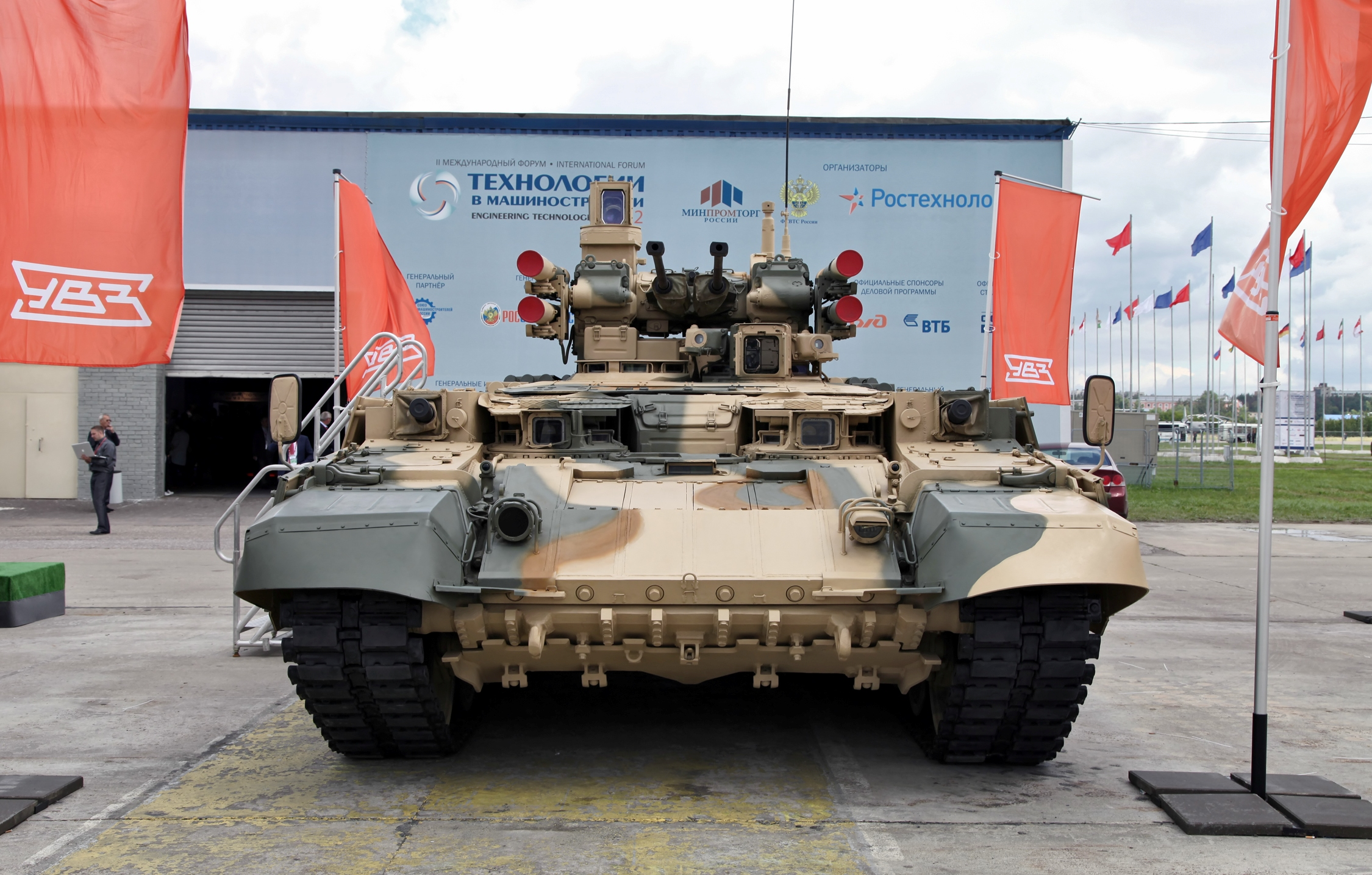
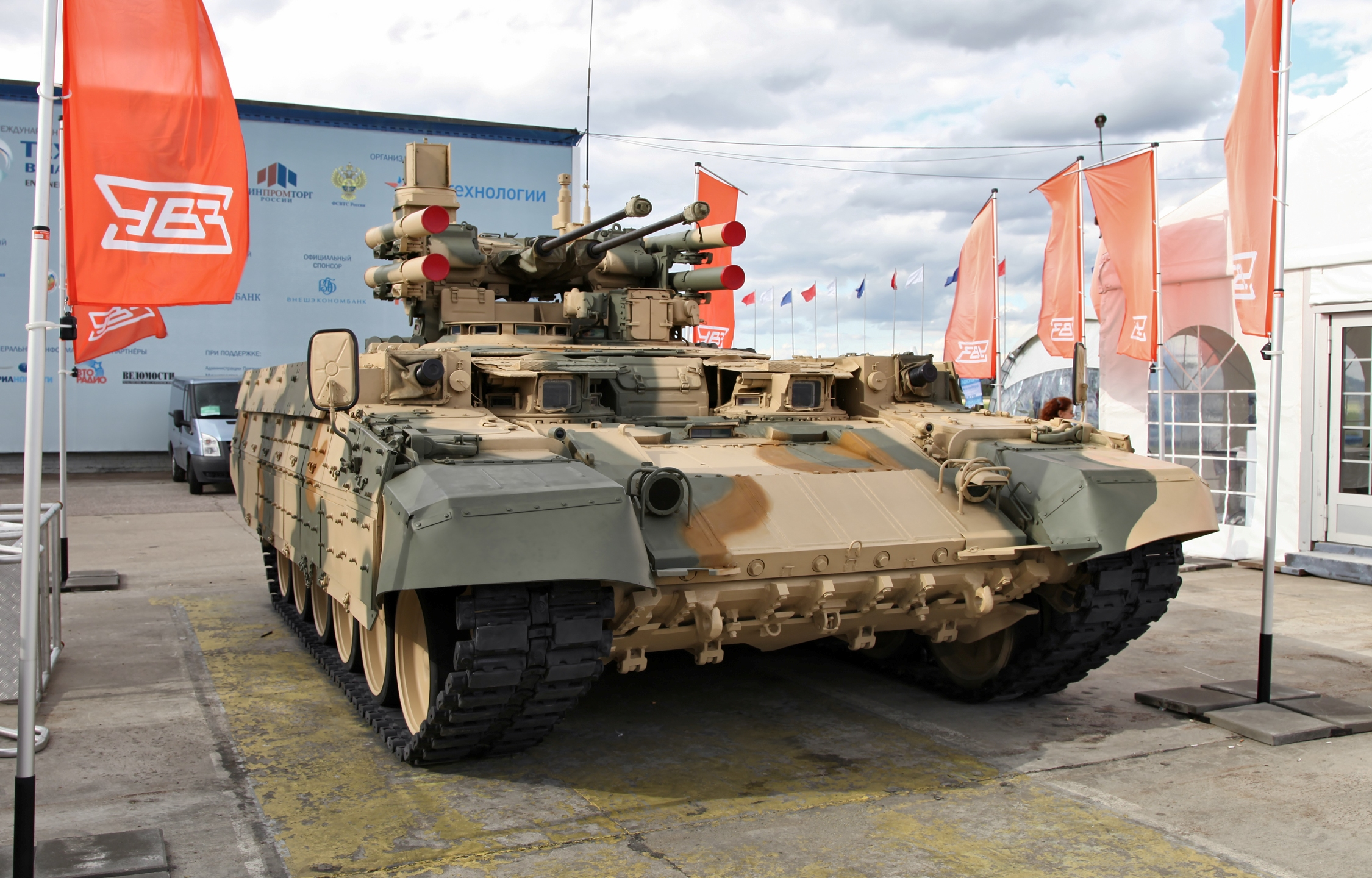
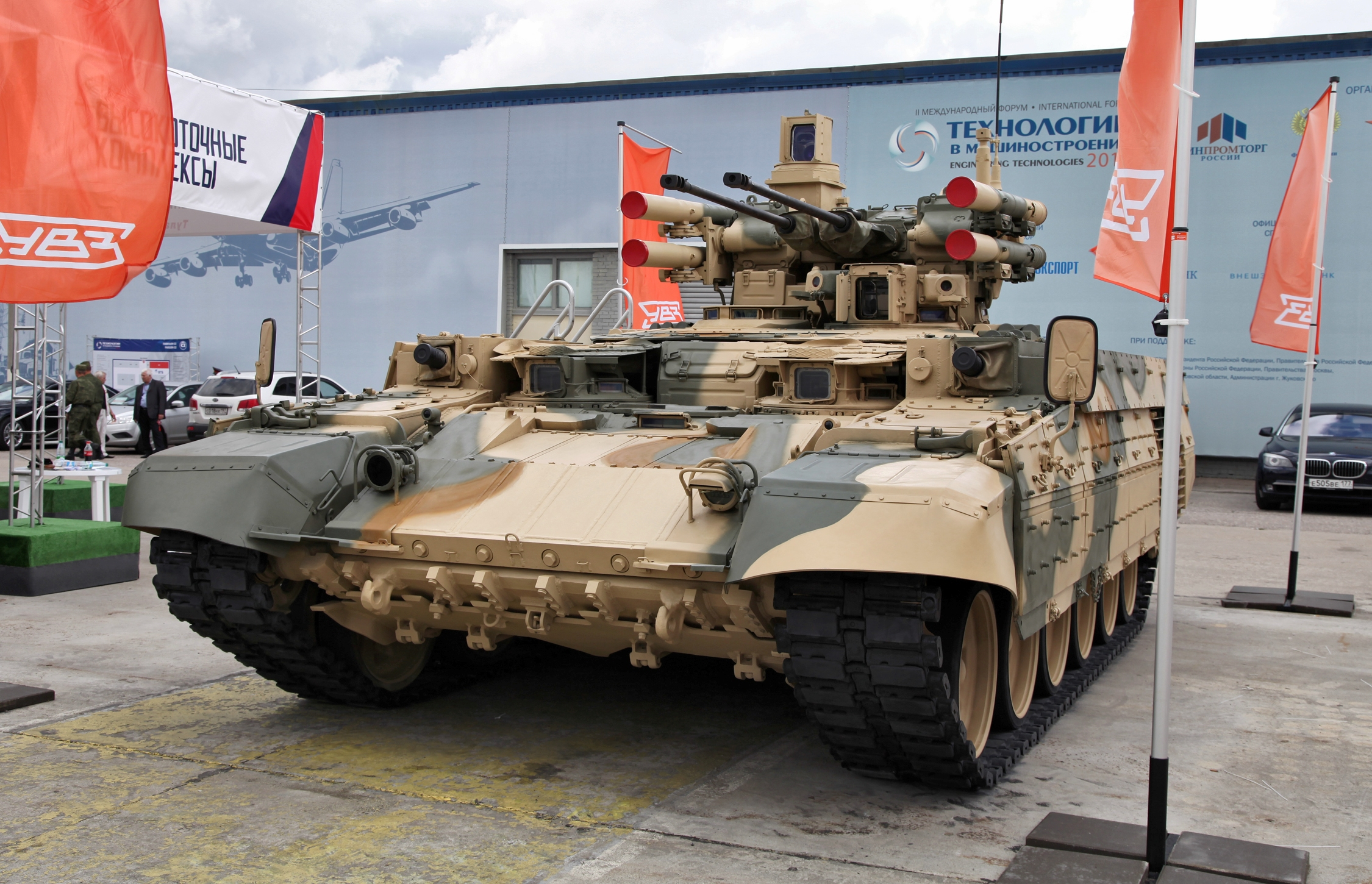
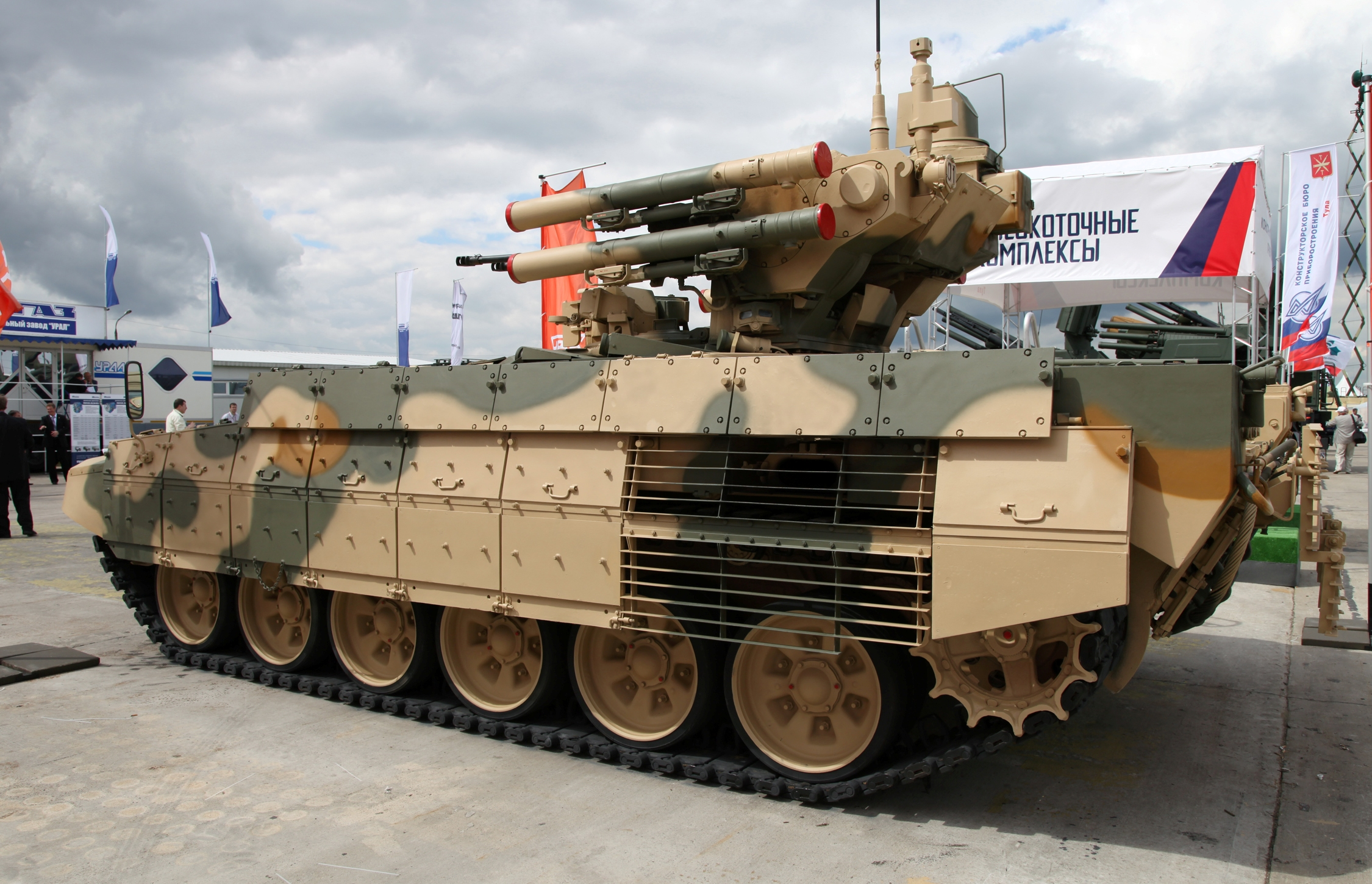
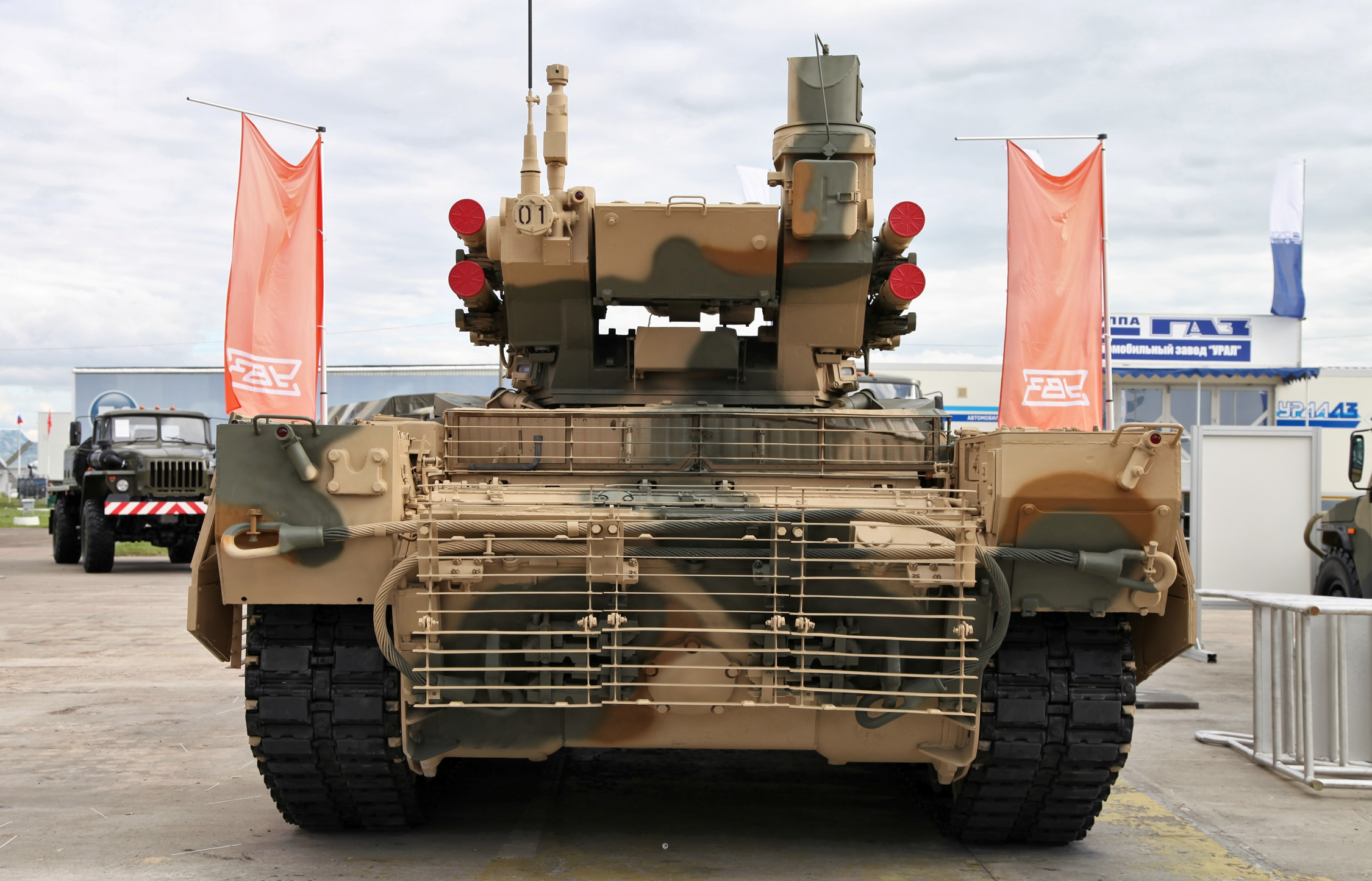
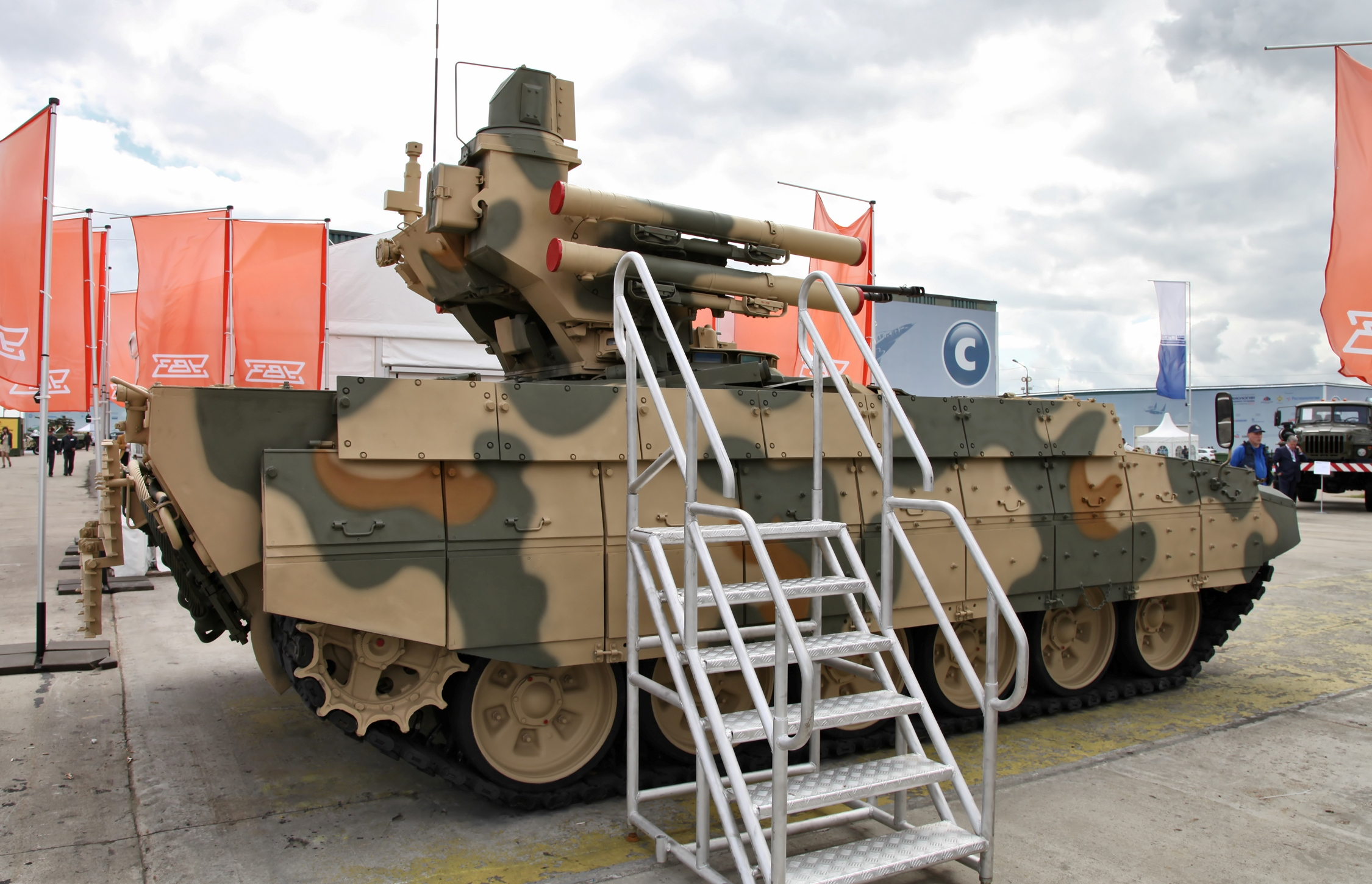
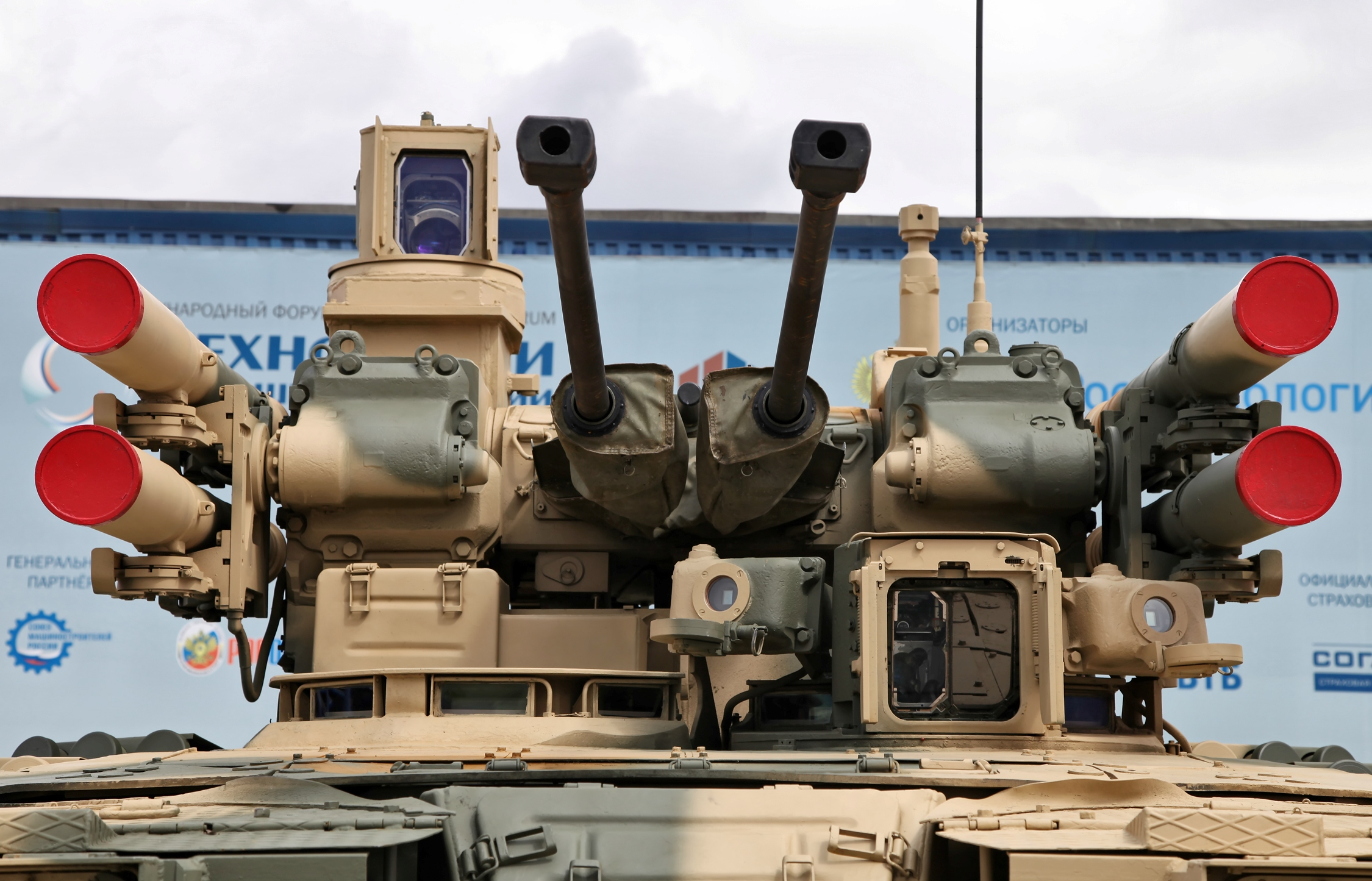
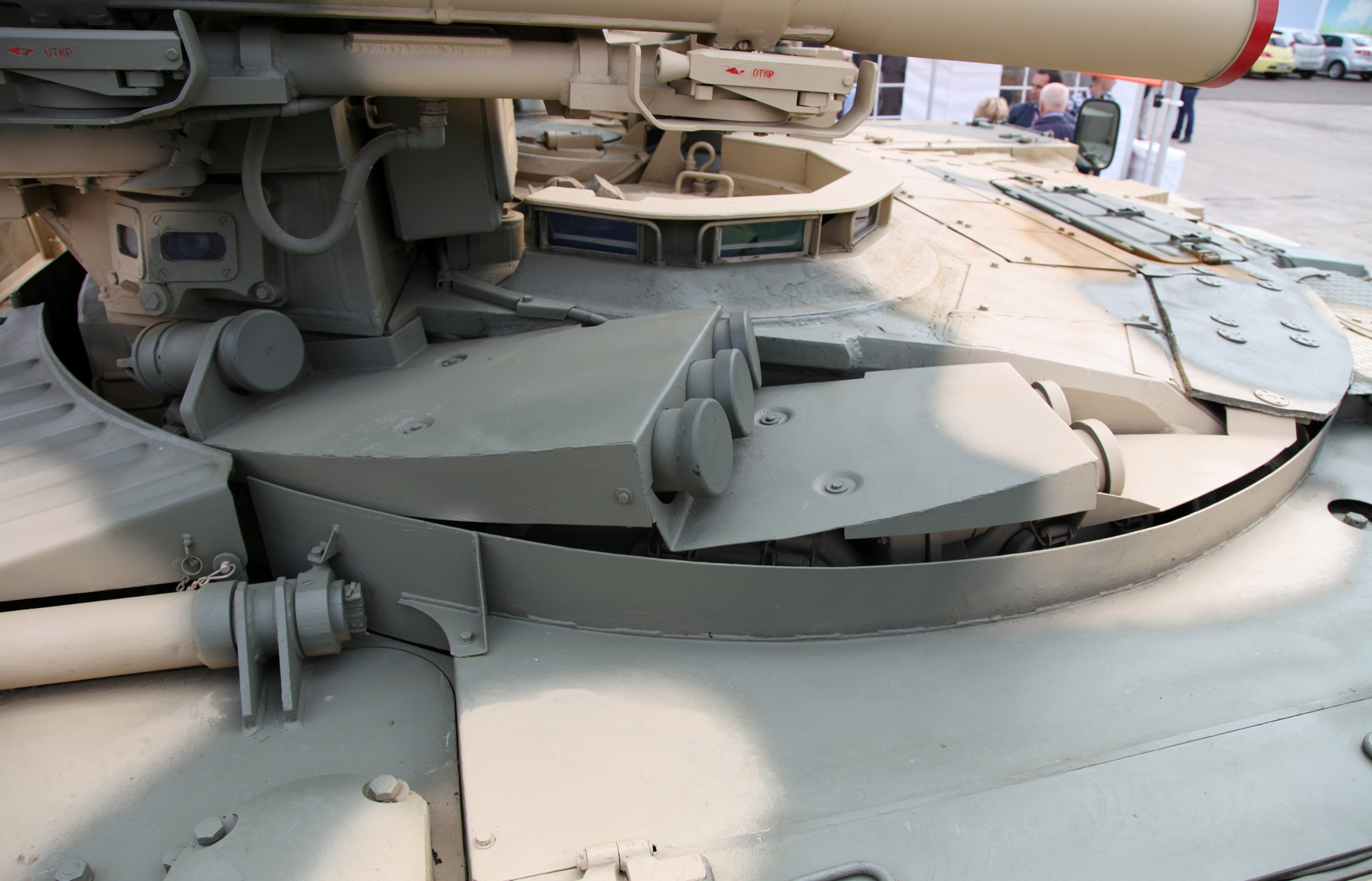
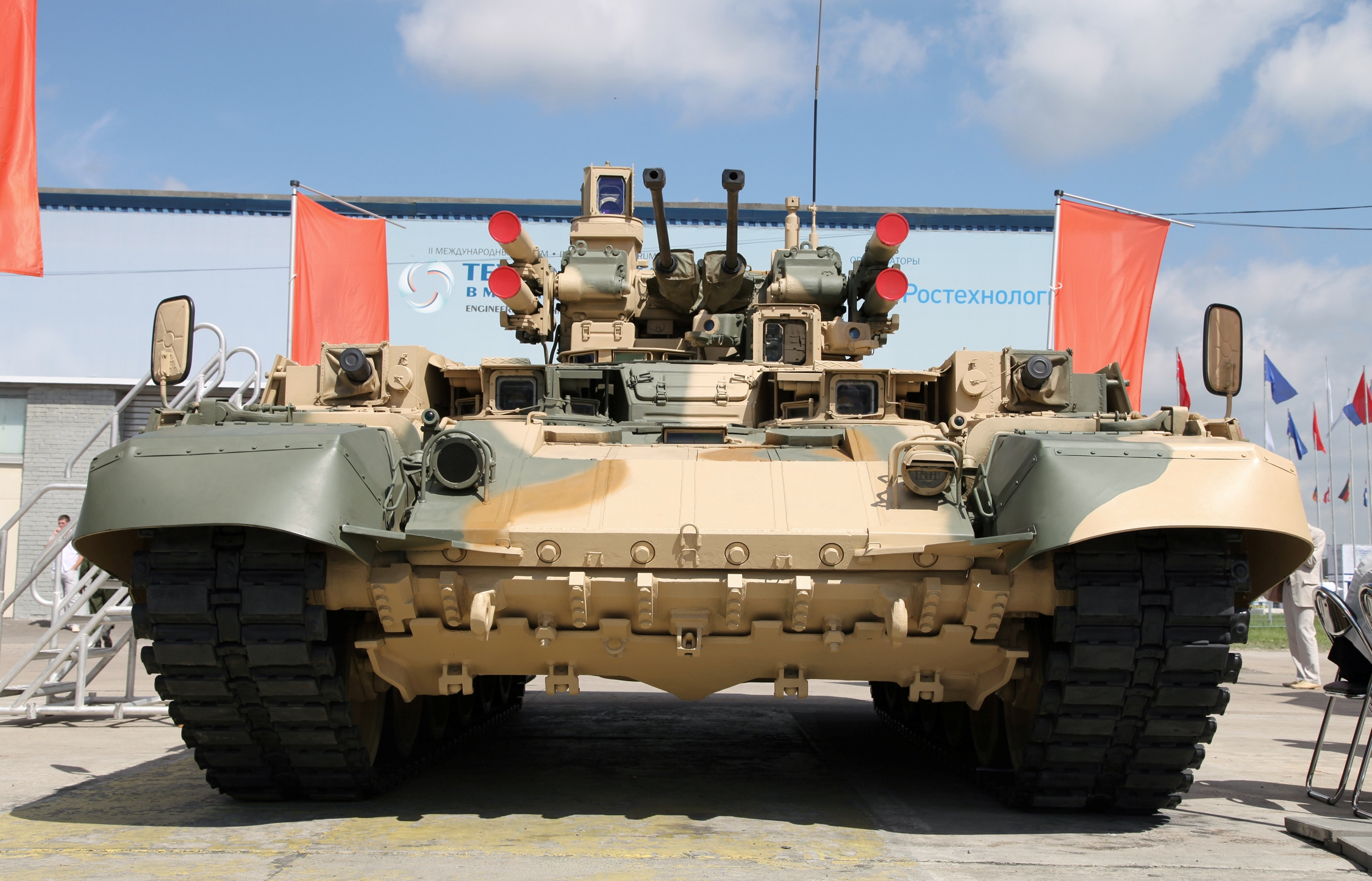

БМПТ Об'єкт 199 на військовому параді у м.Астана 7 травня 2015 року:

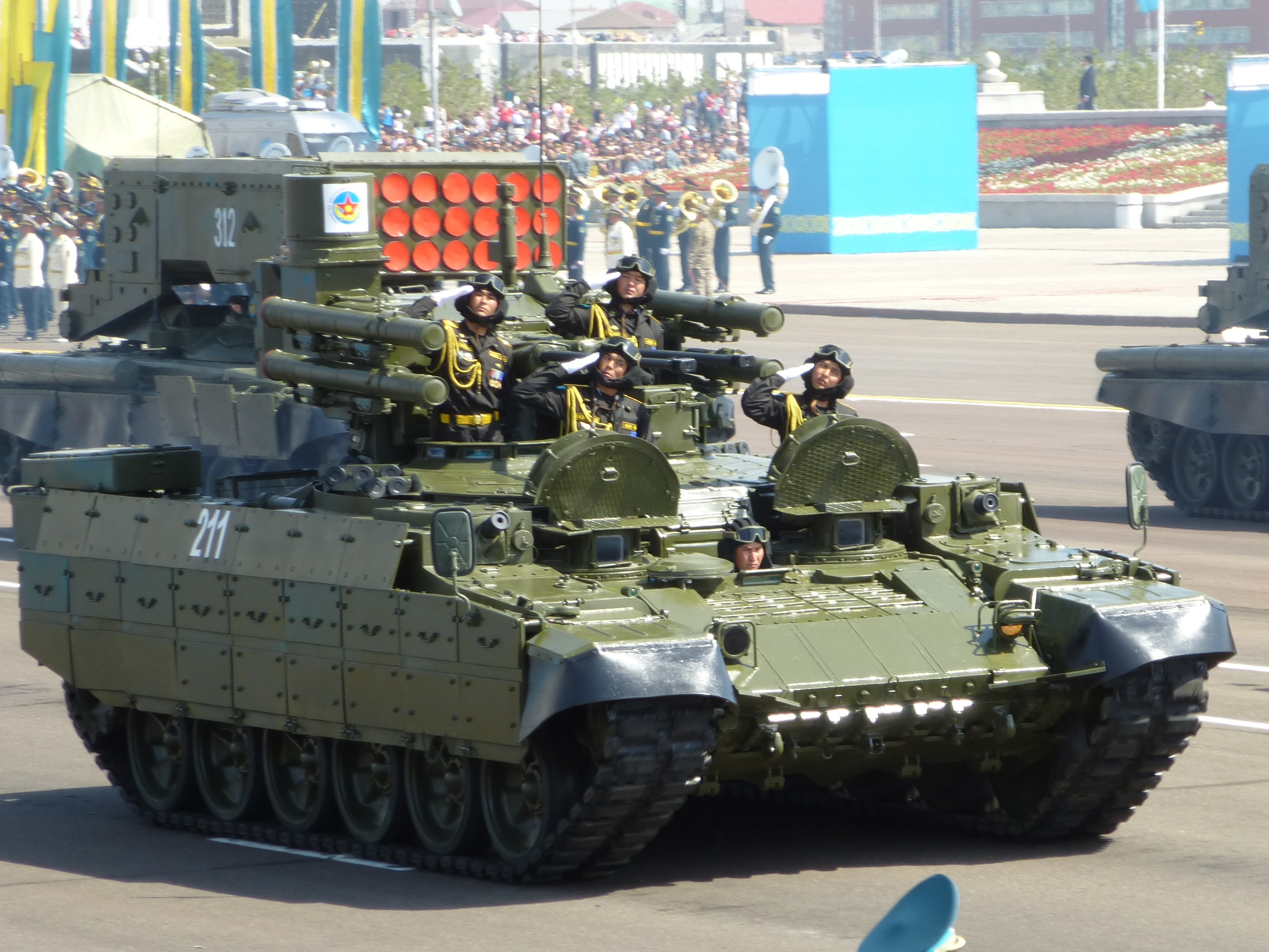
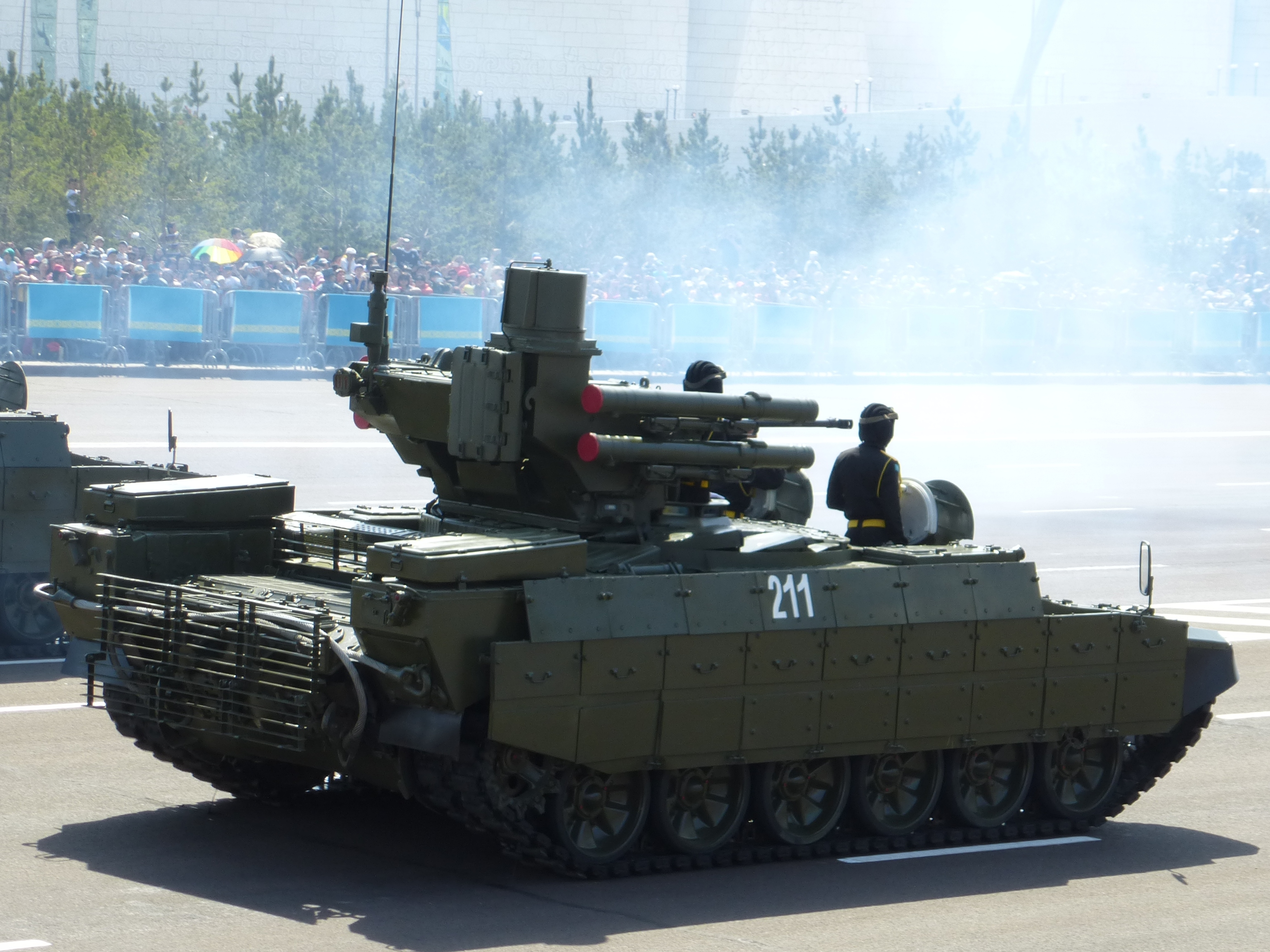
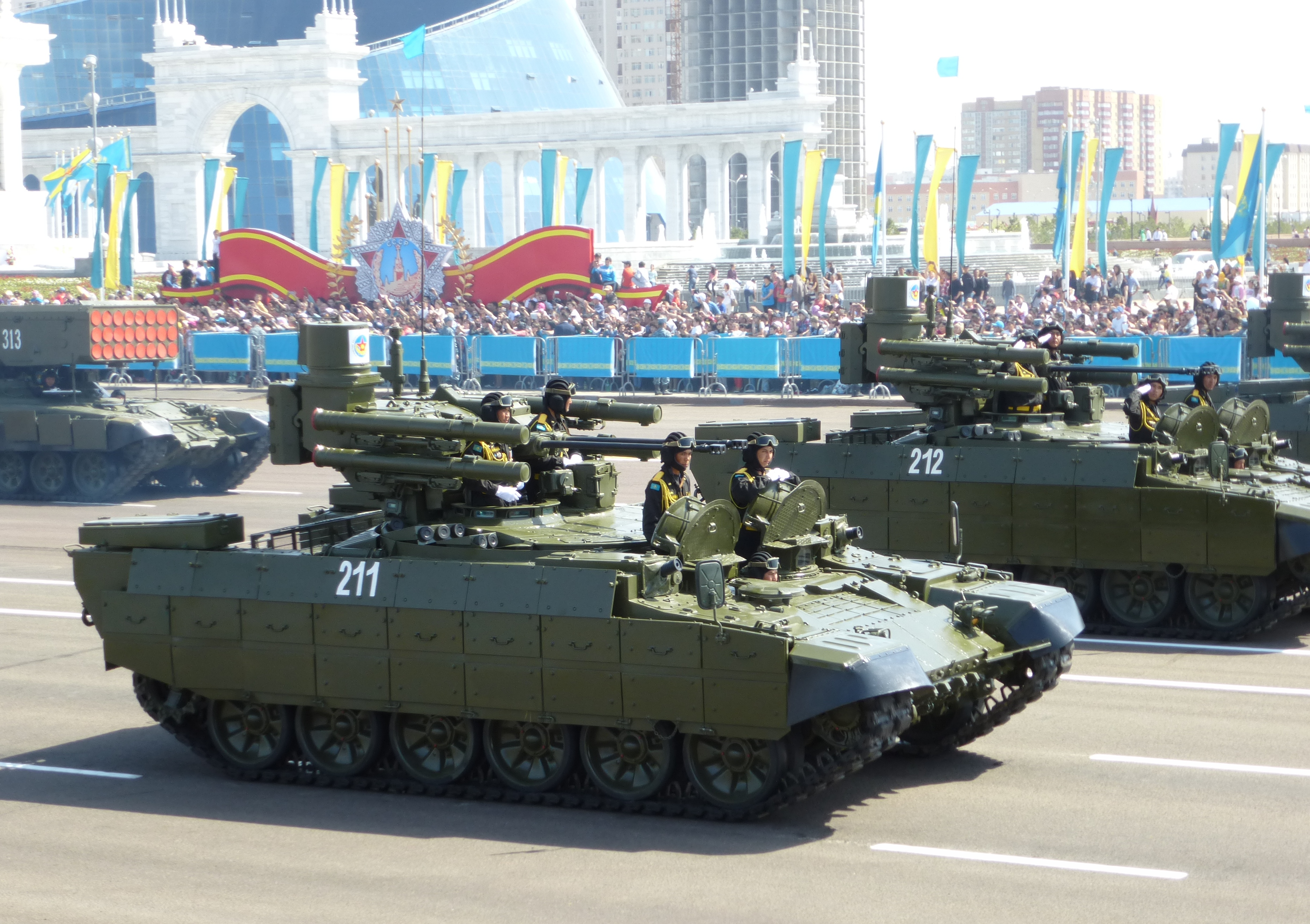